# Montilly-sur-Noireau
Montilly-sur-Noireau è un comune francese di 773 abitanti situato nel dipartimento dell'Orne nella regione della Normandia.
Come si evince dal nome, suo territorio è bagnato dalle acque del fiume Noireau.

## Società

### Evoluzione demografica
Abitanti censiti